# La Petite Personne
La Petite Personne est un personnage dessiné, créé par Perrine Rouillon. 

## La Petite Personne
Dans la blancheur de la page sans cases ni bulles, un petit dessin tracé à la plume dialogue avec sa dessinatrice et narratrice. « Si on dit que le style c'est la façon dont celui ou celle qui écrit fait passer son corps dans l'écriture on peut dire que la Petite Personne c'est mon style », dit Perrine Rouillon, « Un style qui se serait rebellé contre les conventions, comme tous les styles, mais au point de se séparer de l'écriture et de dialoguer avec elle ».

## Les personnages
- La Petite Personne
- La Narratrice
- La Mort
- Le Diable
- L'Amoureux
- La Vie
- La Photocopine
- Les Ratées

## Critiques dans la presse
- Interventions de Perrine Rouillon aux rencontres internationales de typographie de Lurs en 2006, 2007 et 2016
- Le Matricule des Anges
- http://www.lexpress.fr/culture/livre/la-petite-personne-et-la-mort_808052.html
- « http://www.ricochet-jeunes.org/entretiens/entretien/148-perrine-rouillon »(Archive.org • Wikiwix • Archive.is • Google • Que faire ?)
- http://www.liberation.fr/livres/1999/11/04/son-nom-est-personne-le-minuscule-personnage-invente-par-perrine-rouillon-n-est-pas-du-genre-a-se-la_289740